# Károly Sándor
Károly Sándor (Szeged, 26 de novembre de 1928 - Budapest, 10 de setembre de 2014) fou un futbolista hongarès de la dècada de 1950.
Fou 75 cops internacional amb la selecció d'Hongria, amb la que disputà la Copa del Món de futbol de 1958 i la Copa del Món de futbol de 1962. Pel que fa a clubs, fou jugador de MTK.